# Liste der Bodendenkmäler in Sünching
Auf dieser Seite sind die Bodendenkmäler in der Oberpfälzer Gemeinde Sünching zusammengestellt. Diese Tabelle ist eine Teilliste der Liste der Bodendenkmäler in Bayern. Grundlage ist die Bayerische Denkmalliste, die auf Basis des Bayerischen Denkmalschutzgesetzes vom 1. Oktober 1973 erstmals erstellt wurde und seither durch das Bayerische Landesamt für Denkmalpflege geführt wird. Die folgenden Angaben ersetzen nicht die rechtsverbindliche Auskunft der Denkmalschutzbehörde.

## Bodendenkmäler der Gemeinde Sünching

### Gemarkung Ehring
| Lage              | Objekt                                                                                        | Akten-Nr.     | Bild |
| ----------------- | --------------------------------------------------------------------------------------------- | ------------- | ---- |
| Ehring (Standort) | Siedlungen der Jungsteinzeit und der Latènezeit, verebnete Viereckschanze der Spätlatènezeit. | D-3-7140-0078 |      |

### Gemarkung Haidenkofen
| Lage                   | Objekt | Akten-Nr.     | Bild |
| ---------------------- | --- | ------------- | ---- |
| Haidenkofen (Standort) | Siedlungen der Stichbandkeramik/Gruppe Oberlauterbach und der Münchshöfener Kultur. | D-3-7139-0094 |      |
| Haidenkofen (Standort) | Vorgeschichtlicher Bestattungsplatz mit verebnetem Grabhügel. | D-3-7139-0095 |      |
| Haidenkofen (Standort) | Siedlung vor- und frühgeschichtlicher Zeitstellung. | D-3-7140-0040 |      |
| Haidenkofen (Standort) | Gräberfeld der Spätbronzezeit und der Urnenfelderzeit. | D-3-7140-0041 |      |
| Haidenkofen (Standort) | Siedlung der Urnenfelderzeit. | D-3-7140-0042 |      |
| Haidenkofen (Standort) | Siedlung mit Grabenwerk vor- und frühgeschichtlicher Zeitstellung. | D-3-7140-0043 |      |
| Haidenkofen (Standort) | Verebneter mittelalterlicher Turmhügel. Siehe auch: Turmhügel Hardt | D-3-7140-0044 |      |
| Haidenkofen (Standort) | Siedlung allgemein vor- und frühgeschichtlicher Zeitstellung sowie der Jungsteinzeit. | D-3-7140-0048 |      |
| Haidenkofen (Standort) | Siedlungen der Stichbandkeramik/Gruppe Oberlauterbach und der vorgeschichtlichen Metallzeiten. | D-3-7140-0049 |      |
| Haidenkofen (Standort) | Siedlung der Bronzezeit. | D-3-7140-0050 |      |
| Haidenkofen (Standort) | Siedlung der Jungsteinzeit. | D-3-7140-0051 |      |
| Haidenkofen (Standort) | Archäologische Befunde des Mittelalters und der Frühen Neuzeit im Bereich der Katholischen Nebenkirche St. Ägidius in Haidenkofen, darunter die Spuren von Vorgängerbauten bzw. älterer Bauphasen. | D-3-7140-0061 |      |
| Haidenkofen (Standort) | Vorgeschichtlicher Bestattungsplatz mit verebnetem Grabhügel. | D-3-7140-0073 |      |
| Haidenkofen (Standort) | Verebnete vorgeschichtliche Grabhügel. | D-3-7140-0084 |      |

### Gemarkung Mötzing
| Lage               | Objekt | Akten-Nr.     | Bild |
| ------------------ | --- | ------------- | ---- |
| Mötzing (Standort) | Siedlung und Bestattungsplatz der mittleren Jungsteinzeit, Siedlungen der späten Münchshöfener Kultur, der frühen Bronzezeit und der Urnenfelderzeit. | D-3-7140-0057 |      |

### Gemarkung Niederhinkofen
| Lage                      | Objekt | Akten-Nr.     | Bild |
| ------------------------- | --- | ------------- | ---- |
| Niederhinkofen (Standort) | Siedlungen des Neolithikums, darunter der Linearbandkeramik, der späten Bronzezeit und der Hallstattzeit. | D-3-7139-0147 |      |

### Gemarkung Sünching
| Lage                | Objekt | Akten-Nr.     | Bild |
| ------------------- | --- | ------------- | ---- |
| Sünching (Standort) | Vorgeschichtlicher Bestattungsplatz mit verebneten Grabhügeln. | D-3-7140-0009 |      |
| Sünching (Standort) | Verebnete vorgeschichtliche Grabhügel, Siedlung oder Bestattungsplatz der Bronzezeit und der Latènezeit.                                                                                                 | D-3-7140-0026 |      |
| Sünching (Standort) | Vorgeschichtlicher Bestattungsplatz mit verebneten Grabhügeln. | D-3-7140-0027 |      |
| Sünching (Standort) | Vorgeschichtlicher Bestattungsplatz mit Grabhügeln. | D-3-7140-0028 |      |
| Sünching (Standort) | Siedlungen der Münchshöfener Kultur, der Urnenfelderzeit, der Latènezeit und der römischen Kaiserzeit.                                                                                                   | D-3-7140-0029 |      |
| Sünching (Standort) | Siedlung vor- und frühgeschichtlicher Zeitstellung oder des frühen Mittelalters. | D-3-7140-0034 |      |
| Sünching (Standort) | Mittelalterlicher Turmhügel. | D-3-7140-0037 |      |
| Sünching (Standort) | Siedlungen der Mittelbronzezeit und der Urnenfelderzeit. | D-3-7140-0038 |      |
| Sünching (Standort) | Siedlung und Grabenwerk vor- und frühgeschichtlicher Zeitstellung. | D-3-7140-0039 |      |
| Sünching (Standort) | Verebnete vorgeschichtliche Grabhügel. | D-3-7140-0045 |      |
| Sünching (Standort) | Siedlungen der Urnenfelderzeit und der Späthallstatt-/Frühlatènezeit, Bestattungsplatz des Frühmittelalters.                                                                                             | D-3-7140-0046 |      |
| Sünching (Standort) | Siedlungen der Linearbandkeramik und der Frühbronzezeit. | D-3-7140-0047 |      |
| Sünching (Standort) | Siedlungen der Jungsteinzeit, der Bronzezeit und der Latènezeit. | D-3-7140-0052 |      |
| Sünching (Standort) | Verebnete spätkeltische Viereckschanze. | D-3-7140-0053 |      |
| Sünching (Standort) | Siedlungen der Stichbandkeramik/Gruppe Oberlauterbach und der Frühbronzezeit. | D-3-7140-0056 |      |
| Sünching (Standort) | Vorgeschichtliche Siedlung, neuzeitlicher Friedhof. | D-3-7140-0058 |      |
| Sünching (Standort) | Vorgeschichtliche Siedlung. | D-3-7140-0059 |      |
| Sünching (Standort) | Archäologische Befunde des Mittelalters und der frühen Neuzeit im Bereich der Katholischen Pfarrkirche St. Johannes Baptist in Sünching, darunter die Spuren von Vorgängerbauten bzw. älterer Bauphasen. | D-3-7140-0063 |      |
| Sünching (Standort) | Vorgeschichtliche Siedlung. | D-3-7140-0065 |      |
| Sünching (Standort) | Verebnete vorgeschichtliche Grabhügel. | D-3-7140-0069 |      |
| Sünching (Standort) | Siedlung oder Bestattungsplatz vor- und frühgeschichtlicher Zeitstellung. | D-3-7140-0070 |      |
| Sünching (Standort) | Archäologische Befunde der frühen Neuzeit im Bereich der Katholischen Nebenkirche St. Mauritius in Sünching.                                                                                             | D-3-7140-0081 |      |
| Sünching (Standort) | Archäologische Befunde im Bereich des Schlosses von Sünching, zuvor mittelalterliche Niederungsburg. | D-3-7140-0082 |      |